# Eine kitzlige Sache
Eine kitzlige Sache (engl. Originaltitel:  A Ticklish Affair) ist eine US-amerikanische romantische Filmkomödie von George Sidney aus dem Jahr 1963.

## Handlung
Als mehrere in der San Diego Bay stationierte Schiffe der US Navy ein SOS-Lichtsignal von einem Haus an der Küste empfangen, wird Commander Key Weedon beauftragt, bei dem Haus nachzusehen, ob ein Notfall vorliegt. Das Signal stammt jedoch von dem sechsjährigen Grover Martin und seinen beiden Brüdern Luke und Alex: Sie haben von ihrem Onkel, einem Piloten bei einer Fluglinie, eine Signallampe geschenkt bekommen. Key hat sofort ein Auge auf deren alleinstehende Mutter Amy geworfen. Er lädt sie immer wieder zum Essen ein oder besucht sie zu Hause, auch mit den drei Jungen versteht er sich sehr gut. Amy hat jedoch beschlossen, keine Beziehung mit einem Mann von der Navy einzugehen. Sowohl ihr Vater als auch ihr verstorbener Ehemann waren bei der Navy, daher weiß sie, wie es ist, wenn ein Kind wegen häufiger Versetzungen des Vaters andauernd umziehen muss und nirgendwo eine Heimat findet.
Amys Bruder hat ein neues Geschenk für die Jungen: Wetterballons und Helium. Damit will er die Jungs in einem Sicherheitsgurt ein paar Meter in die Luft steigen lassen, woran die Kinder großen Spaß haben.
Amy und Key kommen sich inzwischen immer näher. Als Key befördert und nach Italien versetzt wird, macht er Amy einen Heiratsantrag, den sie jedoch ablehnt, weil sie den Jungen ein festes Zuhause bieten will – worüber diese aber enttäuscht sind, da sie Key beinah schon als neuen Vater ansehen. Als sie am nächsten Tag, dem Tag von Keys geplanter Abreise nach Italien, wieder mit ihrem Onkel „Ballonspringen“ spielen, löst Grover heimlich das Sicherungsseil und schwebt davon. Damit löst Grover eine große Rettungsaktion aus, an der die Polizei, die Feuerwehr und die Navy beteiligt sind. Schließlich wird er von Key gerettet, der sich dazu aus einem Navy-Luftschiff abseilt und ihn einfängt. Als alle wieder heil gelandet sind, stimmt Amy, die alles vom Ufer aus beobachtet hat, endlich einer Heirat zu und reist mit Key und den Kindern nach Italien.

## Produktion
Das Drehbuch basiert auf der Erzählung Moon Walk (was auch der Arbeitstitel des Films war) von Barbara Luther.
Der Film wurde in und um Coronado gedreht, wo mit der Naval Air Station North Island ein wichtiger Stützpunkt der Marineflieger liegt. Die Navy stellte viele technische Ressourcen für die Dreharbeiten zur Verfügung, wie etwa Boote, Hubschrauber und sogar ein Luftschiff.
Der Film wurde hergestellt von Joe Pasternaks Produktionsgesellschaft Euterpe. In den USA kam er, im Verleih von Metro-Goldwyn-Mayer, am 18. August 1963 in die Kinos, in Deutschland am 31. Januar 1964. Im US-Fernsehen lief er zuerst 1965 auf NBC.

## Auszeichnungen
Bei den Golden Globe Awards 1964 war der Film für eine Auszeichnung in der Kategorie Beste Komödie oder Musical nominiert.